# Хилман (Минесота)
Хилман (енгл. Hillman) град је у америчкој савезној држави Минесота.

## Демографија
По попису из 2010. године број становника је 38, што је 9 (31,0%) становника више него 2000. године.
| Група             | 2000.       | 2010.       |
| Белци             | 29 (100,0%) | 38 (100,0%) |
| Афроамериканци    | 0 (0,0%)    | 0 (0,0%)    |
| Азијати           | 0 (0,0%)    | 0 (0,0%)    |
| Хиспаноамериканци | 0 (0,0%)    | 0 (0,0%)    |
| Укупно            | 29          | 38          |